# Punta Falcone
Punta Falcone è un promontorio situato nel territorio del comune di Santa Teresa di Gallura, nella Sardegna settentrionale, davanti a capo Pertusato in Corsica, sul tratto di mare noto come le Bocche di Bonifacio. È il punto più a nord della Sardegna intesa come isola.
Conosciuto sin dall'antichità per le cave di granito sfruttate in epoca romana, rappresenta il punto più settentrionale in assoluto della Sardegna.
Dal promontorio granitico, considerato di grande interesse naturalistico, si ammira un panorama che si estende fino alla bianche falesie della città di Bonifacio in Corsica e sulle isole di Lavezzi, Cavallo, Budelli e le altre che compongono l'arcipelago della Maddalena, proteggendo a est, verso punta Marmorata, l'insenatura dove si distende la spiaggia della Marmorata davanti alle due omonime isolette.